# 北井正雄
北井 正雄（きたい まさお、1913年8月7日 - 1937年8月7日）は、島根県簸川郡出身のプロ野球選手（投手）。阪急の初代エース。

## 来歴・人物
旧制大社中学（現島根県立大社高等学校）で投手として活躍。3年連続山陰大会決勝で鳥取一中に敗れたため甲子園には出場できなかった。大社中学卒業後は、早稲田大学、慶應義塾大学、明治大学といった名門大学から勧誘されるが、これを蹴り米子鉄道管理局に入局。米子鉄道管理局時代には、1932年に岡山県・倉敷球場で行われた、アメリカ・ニグロリーグのフィラデルフィア・ロイヤル・ジャイアンツとの試合で登板している。その後、当時関西大学野球部主将だった森田忠勇に勧誘され関西大学専門部に入学。野球部では、西村幸生（後に大阪タイガースに入団）と共に東京6大学を関西に迎えてことごとく打ち破る黄金時代を築く。関西大学を卒業後は、創設間もない阪急軍に入団。この際には、森田の旧友であり、阪急軍を創設した村上實による熱心な勧誘を受けて入団している。1936年から始まった日本のプロ野球において、阪急のエースとして活躍。「東の沢村、西の北井」と称された。
プロ野球元年の1936年は、単一のシーズンではなく、幾つかのリーグ戦やトーナメント形式の大会が開催された。その内、鳴海大会（5/22〜24）では、阪急軍は東京セネタースと優勝を分け合うが、北井は打率.750で首位打者になっている。
読売ジャイアンツと名古屋金鯱軍が帰国し、初めて全チームが揃った連盟結成記念第1回全日本野球選手権試合（トーナメント戦・7/1〜19）が東京、名古屋、大阪でそれぞれ行われ、大阪大会では阪急軍が優勝。3大会トータルの個人成績で、北井は、5勝0敗、勝率1.000、防御率1.99でいずれもトップ（防御率はジャイアンツの沢村栄治と同率）であった。投打に渡る活躍を見せた北井だったが、1937年8月7日、自らの誕生日に腸チフスにより急逝。24歳没。
クロスファイヤー（十字架球）、今で言う高速スライダーを得意とし、日本プロ野球では北井がスライダーの元祖とも言われる。
旧制大社中学の先輩には、1932年のロサンゼルスオリンピック陸上100mで6位入賞を果たす「暁の超特急」吉岡隆徳がいた。北井は、その吉岡に目を付けられるほどの俊足だったため入学当初は陸上部に所属していた。

## 詳細情報

### 年度別投手成績
| 年 度     | 球 団     | 登 板 | 先 発 | 完 投 | 完 封 | 無 四 球 | 勝 利 | 敗 戦 | セ 丨 ブ | ホ 丨 ル ド | 勝 率 | 打 者 | 投 球 回 | 被 安 打 | 被 本 塁 打 | 与 四 球 | 敬 遠 | 与 死 球 | 奪 三 振 | 暴 投 | ボ 丨 ク | 失 点 | 自 責 点 | 防 御 率 | W H I P |
| --------- | --------- | ----- | ----- | ----- | ----- | -------- | ----- | ----- | -------- | ----------- | ----- | ----- | -------- | -------- | ----------- | -------- | ----- | -------- | -------- | ----- | -------- | ----- | -------- | -------- | ------- |
| 1936春夏  | 阪急      | 11    | 10    | 6     | 1     | 3        | 6     | 2     | --       | --          | .750  | 341   | 83.1     | 69       | 1           | 17       | --    | 0        | 30       | 0     | 0        | 29    | 18       | 1.93     | 1.03    |
| 1936秋    | 阪急      | 13    | 9     | 7     | 2     | 1        | 6     | 4     | --       | --          | .600  | 300   | 77.1     | 48       | 1           | 19       | --    | 1        | 37       | 0     | 1        | 23    | 14       | 1.62     | 0.87    |
| 1937春    | 阪急      | 7     | 5     | 1     | 0     | 0        | 2     | 4     | --       | --          | .333  | 124   | 26.2     | 33       | 0           | 13       | --    | 0        | 13       | 1     | 0        | 15    | 10       | 3.33     | 1.73    |
| 通算：2年 | 通算：2年 | 31    | 24    | 14    | 3     | 4        | 14    | 10    | --       | --          | .583  | 765   | 187.1    | 150      | 2           | 49       | --    | 1        | 80       | 1     | 1        | 67    | 42       | 2.01     | 1.06    |

- 各年度の太字はリーグ最高

### 年度別打撃成績
| 年 度     | 球 団     | 試 合 | 打 席 | 打 数 | 得 点 | 安 打 | 二 塁 打 | 三 塁 打 | 本 塁 打 | 塁 打 | 打 点 | 盗 塁 | 盗 塁 死 | 犠 打 | 犠 飛 | 四 球 | 敬 遠 | 死 球 | 三 振 | 併 殺 打 | 打 率 | 出 塁 率 | 長 打 率 | O P S |
| --------- | --------- | ----- | ----- | ----- | ----- | ----- | -------- | -------- | -------- | ----- | ----- | ----- | -------- | ----- | ----- | ----- | ----- | ----- | ----- | -------- | ----- | -------- | -------- | ----- |
| 1936春夏  | 阪急      | 12    | 36    | 30    | 1     | 10    | 4        | 0        | 0        | 14    | 4     | 1     | --       | 1     | --    | 5     | --    | 0     | 4     | --       | .333  | .429     | .467     | .895  |
| 1936秋    | 阪急      | 15    | 41    | 39    | 5     | 12    | 0        | 2        | 0        | 16    | 4     | 0     | --       | 0     | --    | 2     | --    | 0     | 4     | --       | .308  | .341     | .410     | .752  |
| 1937春    | 阪急      | 26    | 80    | 72    | 6     | 23    | 1        | 0        | 0        | 24    | 8     | 6     | --       | 2     | --    | 6     | --    | 0     | 8     | --       | .319  | .372     | .333     | .705  |
| 通算：2年 | 通算：2年 | 53    | 157   | 141   | 12    | 45    | 5        | 2        | 0        | 54    | 16    | 7     | --       | 3     | --    | 13    | --    | 0     | 16    | --       | .319  | .377     | .383     | .760  |

### 記録
- 初出場：1936年4月29日、第1回日本職業野球リーグ戦・甲子園大会、対東京セネタース（阪神甲子園球場）、川村徳久の代打で出場、野口明の前に三振
- 初登板・初先発登板・初勝利・初完投：1936年5月1日、同リーグ戦甲子園大会、対大阪タイガース（阪神甲子園球場）、10回2失点
- 初完封：1936年7月1日、連盟結成記念全日本野球選手権・東京大会、対大東京軍（戸塚球場）

### 背番号
- 15 （1936年 - 1937年）